# ФК Јединство 1947 Колут
ФК Јединство 1947 је фудбалски клуб из Колута, општина Сомбор, Србија, основан 1947. године, тренутно се такмичи у МОЛ Сомбор.